# Таврія (бойовий модуль)
«Таврія 14,5» та «Таврія 14,5/7,62» — бойові модулі українського виробництва.
Модуль «Таврія 14,5» озброєний 14,5-мм кулеметом КПВТ. Його було допущено до експлуатації Міністерством оборони України в листопаді 2024 року. Відомо про встановлення на бронеавтомобіль «Новатор».
Модуль «Таврія 14,5/7,62» озброєний двома кулеметами: 14,5-мм КВПТ та 7,62-мм ПКТ. З грудня 2024 відомо про встановлення на бронетранспортер M113.
Обидва модулі дозволяють навіднику вести вогонь зсередини машини, що особливо актуально для M113, що в базовій версії оснащений 12,7-мм кулеметом у відкритій турелі.